# Бочоїдзе Отар Семенович
Отар Семенович Бочоїдзе (1924, тепер Грузія — ?) — грузинський радянський діяч, 1-й секретар Кутаїського міського комітету КП Грузії. Член ЦК КП Грузії. Депутат Верховної Ради СРСР 8-го скликання.

## Життєпис
Закінчив Грузинський політехнічний інститут імені Леніна.
У 1945—1968 роках — технік-технолог, майстер дільниці, начальник цеху, заступник директора Кутаїського автомобільного заводу Грузинської РСР.
Член ВКП(б) з 1948 року.
У 1968—1973 роках — 1-й секретар Кутаїського міського комітету КП Грузії.
Подальша доля невідома. 

## Нагороди і відзнаки
- ордени
- медалі